# آشر هايندز
آشر هايندز هو سياسي أمريكي، ولد في 6 فبراير 1863، وتوفي في 1 مايو 1919 في واشنطن العاصمة في الولايات المتحدة. نشط حزبياً في الحزب الجمهوري. وقد انتخب عضو مجلس النواب الأمريكي ‏.